# Eduard von Jachmann

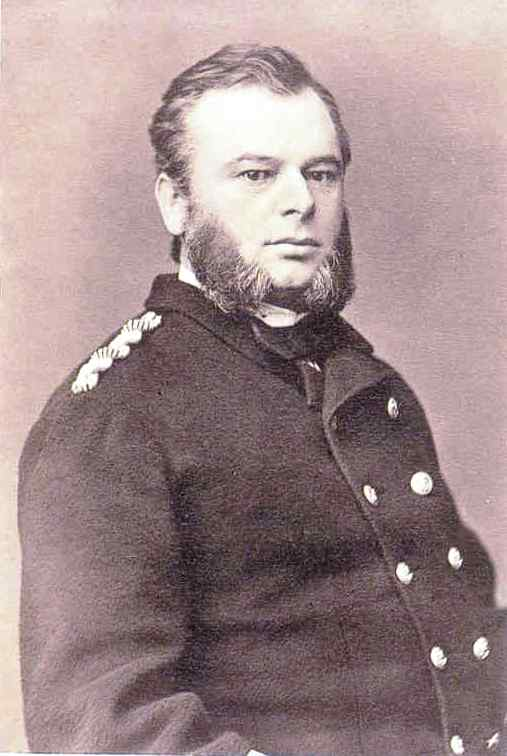
Eduard Jachman

Eduard Karl Emanuel von Jachmann (né le 2 mars 1822 à Dantzig et mort le 21 octobre 1887 à Oldenbourg) est un vice-amiral prussien.

## Origine
Ses parents sont le conseiller du gouvernement prussien Reinhold Bernhard Jachmann (de) (né le 16 août 1767 et mort le 28 septembre 1843) et sa femme Minna Elisabeth Schaaf.

## Biographie
Jachmann étudie au lycée de Marienwerder (de) et est parti en mer en tant que garçon de cabine. Après avoir terminé sa formation de timonier en 1843, il sert sur la corvette SMS Amazone de la marine prussienne en Méditerranée et au large des côtes américaines. Promu lieutenant en 1845, Jachmann devient premier officier en 1846 et commandant de ce navire en mars 1848. Avec une interruption de décembre 1848 à mars 1849, maintenant en tant que lieutenant de première classe en mer, il le reste jusqu'en octobre 1849.
De 1849 à 1852, Jachmann commande une flottille de canonnières à Stralsund pendant la première guerre de Schleswig. Il devient ensuite chef de service au département naval du ministère prussien de la guerre à Berlin.
En tant que premier officier, Jachmann participe à un voyage du SMS Gefion en Amérique du Sud, aux Antilles et en Amérique du Nord en 1853/54. Du septembre 1853 au 12 octobre 1853, il commande à nouveau l'Amazone. Il est ensuite nommé directeur en chef du chantier naval de Dantzig et capitaine de corvette. En 1857, il devient directeur d'un département de l'Amirauté nouvellement créée. Après sa promotion au grade de capitaine en 1859, il commande la frégate SMS Thétis lors d'une expédition en Asie orientale et en Chine, dont il revient en décembre 1862. Dès lors, il se voit confier la direction des affaires du chef de la station navale de la mer Baltique (de).
Pendant la guerre des Duchés en 1864, Jachmann dirige les forces navales de la mer Baltique en tant que chef de la station de commandement de la mer Baltique et est également commandant de la corvette à vapeur SMS Arcona. Le 17 mars 1864, il dirige du côté prussien la bataille navale de Jasmund (Rügen), après quoi il est nommé contre-amiral. Après la guerre, il devient chef de la station navale de la mer Baltique à Kiel et dirige également l'escadron d'entraînement annuel dans la mer du Nord et la mer Baltique. En 1867, il devient président du ministère de la Marine et en 1868, il est promu vice-amiral. À partir de 1867, il est également le représentant prussien du Conseil fédéral de la Confédération de l'Allemagne du Nord. Pendant la guerre franco-prussienne de 1870/71, Jachmann est commandant en chef en mer du Nord.
Après qu'Albrecht von Stosch a été nommé ministre de la Marine le 31 décembre 1871, Jachmann prend sa retraite. Il est anobli héréditairement le 27 novembre 1882,. Le pont Jachmann à Wilhelmshaven (aussi bien l'ancien que le nouveau) porte son nom.

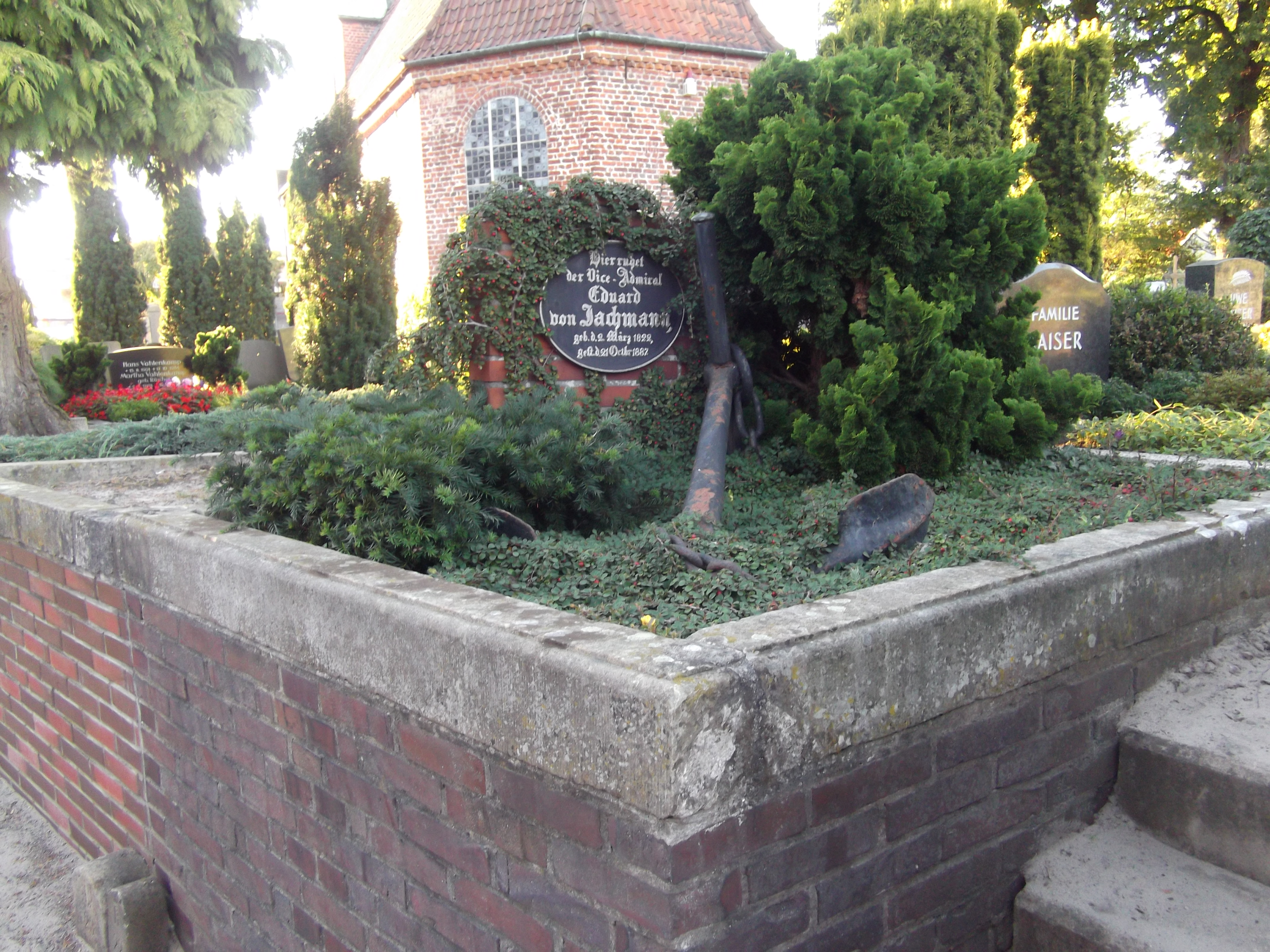
Tombe du vice-amiral Eduard von Jachmann. Elle se trouve à Oldenburg-Osternburg, cimetière de l'église de la Sainte-Trinité, Cloppenburger Straße. Aménagée en 1887. Il ne s'agit pas du monument funéraire d'origine. Aucune information n'est disponible sur le réaménagement de la tombe. Sur la pierre tombale maçonnée se trouve une plaque probablement en fonte. Une ancre est posée sur la tombe.

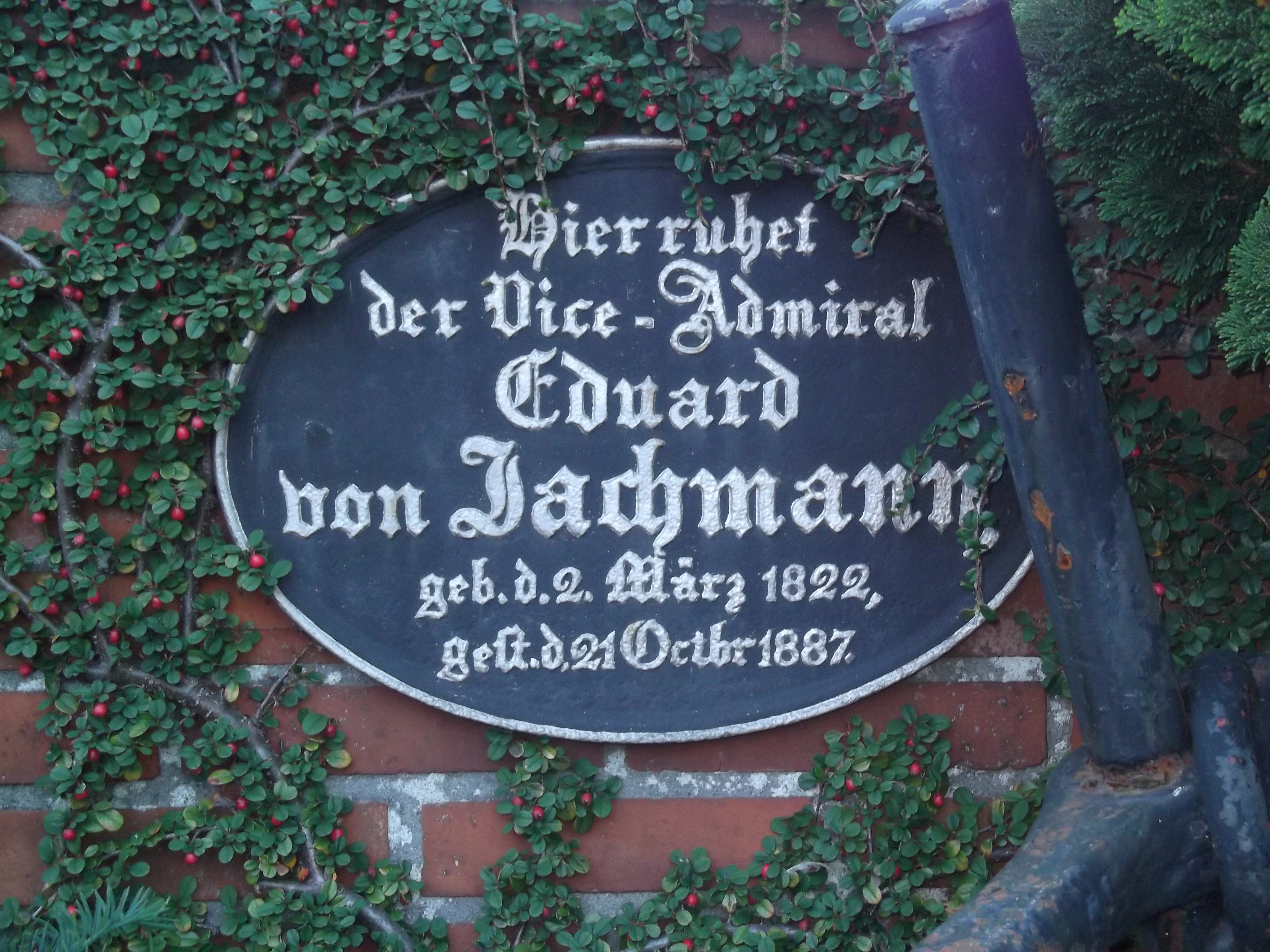
Plaque sur la pierre tombale du vice-amiral Eduard von Jachmann

La tombe de l'amiral Jachmann se trouve au cimetière de l'église de la Trinité (de) dans le quartier de Theosterburg à Oldenbourg. Dans la nuit du dimanche des morts en 1964, la tombe est profanée par des voleurs de métal présumés qui renversent d'abord la pierre tombale, puis tentent de retirer l'ancre sur la tombe. En raison de son poids, les voleurs laissent l'ancre à 30 mètres devant la sortie du cimetière, où les fidèles la retrouvent le lendemain. La tombe est apparemment restaurée le même jour par des membres du "Marinevereins Oldenburg", qui s'occupent de la tombe.

## Famille
Jachmann se marie le 25 septembre 1852 à Quednau (de) avec sa cousine Anna Elisabeth Jachmann (née le 1er février 1831 et morte le 21 mars 1912). Le couple a plusieurs enfants :
- Maria Annette (née le 16 juin 1853 et morte le 24 décembre 1875) mariée en 1874 avec le baron Axel von Maltzahn (né le 12 février 1849 et mort le 8 juin 1928), général de division
- Erich Wolfgang Edouard (né le 10 octobre 1857 et mort le 20 mars 1935), major marié en 1895 avec Elisabeth Esther Luise Herta Marie von Witzleben (née le 30 août 1871 et morte le 22 février 1937)
- Konrad Moritz-Emmanuel (né le 5 mai 1864 et mort le 26 mars 1941), lieutenant-colonel marié avec Anna Koenig
- Siegfried Karl Alfred (né le 28 mars 1867 et mort le 12 mai 1945), contre-amiral marié en 1904 (divorce 1916) avec le baronne Helene (Ellen) Luise Karoline Ida von Hollen (née le 1er janvier 1884 et morte le 8 septembre 1936)[5]